# Brecht Ruyters
Pour les articles homonymes, voir Ruyters.
Brecht Ruyters, né le 14 mai 1993 à Kortenaken, est un coureur cycliste belge.

## Biographie
En 2010, Brecht Ruyters se classe septième des Tre Giorni Orobica et neuvième du Tour du Valromey, au niveau international junior. L'année suivante, il termine troisième du championnat de Belgique sur route juniors, de Remouchamps-Ferrières-Remouchamps et cinquième de Liège-La Gleize. Il est sélectionné en équipe de Belgique, avec laquelle il participe à la Course de la Paix juniors et au Grand Prix Général Patton, deux manches de la Coupe des Nations dont il prend les 17e et 18e places. 
Il rejoint l'équipe continentale Jong Vlaanderen en 2012. En 2014, il intègre la réserve de la formation Lotto-Belisol. Il y court pendant deux ans en occupant principalement un rôle d'équipier, notamment pour Louis Vervaeke ou Laurens De Plus. 
En 2016, il est engagé par le club VL Technics-Experza-Abutriek. Il se montre performant dès le début de l'année, en s'adjugeant deux épreuves régionales belges ainsi que la deuxième place de l'interclub Gand-Staden. Présent sur plusieurs compétitions nationales françaises, il obtient de bons résultats sur ces épreuves en terminant sixième du Grand Prix Gilbert-Bousquet puis septième du Tour du Piémont Vosgien, dont il remporte en prime le classement des monts.
En 2017, il rejoint l'équipe continentale belge Cibel-Cebon, où il bénéficie d'un contrat professionnel. Au service du sprinteur de l'équipe Joeri Stallaert, il obtient tout de même certains accessits, comme sur le Tour de Taïwan (14e) ou au Circuit Het Nieuwsblad espoirs (5e).
Il décide de mettre un terme à sa carrière en début d'année 2019. 

## Palmarès
- 2011
  - 3e du championnat de Belgique sur route juniors
  - 3e de Remouchamps-Ferrières-Remouchamps
- 2016
  - 2e de Gand-Staden

## Classements mondiaux
| Année           | 2017   |
| --------------- | ------ |
| UCI Europe Tour | 1 053e |
| UCI Asia Tour   | 446e   |